# Élections cantonales de 2004 dans le Val-de-Marne
Les élections cantonales ont eu lieu les 21 et 28 mars 2004.
Lors de ces élections, 25 des 49 cantons du Val-de-Marne ont été renouvelés. Elles ont vu la reconduction de la majorité communiste dirigée par Christian Favier, succédant à Michel Germa, président communiste du conseil général depuis 1976.

## Résultats à l’échelle du département
Répartition départementale des résultats (2e tour).
- PCF (27,6 %)
- PS (27,27 %)
- DVG (3,42 %)
- UMP (32,17 %)
- UDF (8,26 %)
- DVD (0,78 %)
- FN (0,5 %)

| Étiquette      | Étiquette                          | Premier tour | Premier tour | Second tour | Second tour | Sièges |
| Étiquette      | Étiquette                          | Voix         | %            | Voix        | %           | Sièges |
| -------------- | ---------------------------------- | ------------ | ------------ | ----------- | ----------- | ------ |
|                | Parti socialiste                   | 45 703       | 21,96        | 49 037      | 27,27       | 5      |
|                | Parti communiste français          | 32 798       | 15,76        | 49 638      | 27,60       | 10     |
|                | Les Verts                          | 18 326       | 8,81         |             |             |        |
|                | Extrême gauche                     | 7 876        | 3,78         |             |             |        |
|                | Divers gauche                      | 5 758        | 2,77         | 6 156       | 3,42        | 1      |
|                | Parti radical de gauche            | 287          | 0,14         |             |             |        |
| Gauche         | Gauche                             | 110 748      | 53,22        | 104 831     | 58,29       | 16     |
|                |                                    |              |              |             |             |        |
|                | Union pour un mouvement populaire  | 54 350       | 26,11        | 57 849      | 32,17       | 9      |
|                | Front national                     | 21 923       | 10,53        | 903         | 0,50        | 0      |
|                | Union pour la démocratie française | 13 239       | 6,36         | 14 848      | 8,26        | 0      |
|                | Divers droite                      | 6 819        | 3,28         | 1 410       | 0,78        | 0      |
|                | Extrême droite                     | 440          | 0,21         |             |             |        |
| Droite         | Droite                             | 96 771       | 46,49        | 75 010      | 41,71       | 9      |
|                |                                    |              |              |             |             |        |
|                | Écologistes divers                 | 398          | 0,19         |             |             |        |
|                | Divers                             | 206          | 0,10         |             |             |        |
|                |                                    |              |              |             |             |        |
| Inscrits       | Inscrits                           | 351 443      | 100,00       | 307 527     | 100,00      |        |
| Abstention     | Abstention                         | 137 260      | 39,06        | 113 079     | 36,77       |        |
| Votants        | Votants                            | 214 183      | 60,94        | 194 448     | 63,23       |        |
| Blancs et nuls | Blancs et nuls                     | 6 060        | 2,83         | 14 607      | 7,51        |        |
| Exprimés       | Exprimés                           | 208 123      | 97,17        | 179 841     | 92,49       |        |

## Résultats par canton

### Canton d'Alfortville-Sud
| Candidats      | Candidats              | Étiquette      | Premier tour | Premier tour | Second tour | Second tour |
| Candidats      | Candidats              | Étiquette      | Voix         | %            | Voix        | %           |
| -------------- | ---------------------- | -------------- | ------------ | ------------ | ----------- | ----------- |
|                | Jean-Pierre Moranchel* | PS             | 1 922        | 38,95        | 3 178       | 64,35       |
|                | Patrick Bedrossian     | UMP            | 1 017        | 20,61        | 1 761       | 35,65       |
|                | Édouard Fontana        | FN             | 591          | 11,98        |             |             |
|                | Michèle Mikognatis     | PCF            | 400          | 8,11         |             |             |
|                | Christophe Barrau      | Verts          | 363          | 7,36         |             |             |
|                | Jacky Halbwax          | DVD            | 232          | 4,70         |             |             |
|                | Daniel Petri           | EXG            | 182          | 3,69         |             |             |
|                | Abdeljaoued Kacem      | DVG            | 117          | 2,37         |             |             |
|                | Patricia Bour          | EXG            | 110          | 2,23         |             |             |
|                |                        |                |              |              |             |             |
| Inscrits       | Inscrits               | Inscrits       | 8 284        | 100,00       | 8 284       | 100,00      |
| Abstention     | Abstention             | Abstention     | 3 149        | 38,01        | 2 946       | 35,56       |
| Votants        | Votants                | Votants        | 5 135        | 61,99        | 5 338       | 64,44       |
| Blancs et nuls | Blancs et nuls         | Blancs et nuls | 201          | 3,91         | 399         | 7,47        |
| Exprimés       | Exprimés               | Exprimés       | 4 934        | 96,09        | 4 939       | 92,53       |

*sortant

### Canton d'Arcueil
| Candidats      | Candidats        | Étiquette      | Premier tour | Premier tour | Second tour | Second tour |
| Candidats      | Candidats        | Étiquette      | Voix         | %            | Voix        | %           |
| -------------- | ---------------- | -------------- | ------------ | ------------ | ----------- | ----------- |
|                | Daniel Breuiller | DVG            | 3 237        | 37,99        | 6 156       | 100,00      |
|                | Max Staat        | PCF            | 1 660        | 19,48        | Retrait     | Retrait     |
|                | Wilfrid Plas     | UMP            | 1 394        | 16,36        |             |             |
|                | Roger Dejean     | FN             | 817          | 9,59         |             |             |
|                | Thomas Giry      | Verts          | 615          | 7,22         |             |             |
|                | Karim Baouz      | EXG            | 317          | 3,72         |             |             |
|                | André Lancteau   | EXG            | 220          | 2,58         |             |             |
|                | Isabelle Laeng   | SE             | 152          | 1,78         |             |             |
|                | Luc Benizeau     | EXG            | 108          | 1,27         |             |             |
|                |                  |                |              |              |             |             |
| Inscrits       | Inscrits         | Inscrits       | 14 004       | 100,00       | 14 005      | 100,00      |
| Abstention     | Abstention       | Abstention     | 5 272        | 37,65        | 5 585       | 39,88       |
| Votants        | Votants          | Votants        | 8 732        | 62,35        | 8 420       | 60,12       |
| Blancs et nuls | Blancs et nuls   | Blancs et nuls | 212          | 2,43         | 2 264       | 26,89       |
| Exprimés       | Exprimés         | Exprimés       | 8 520        | 97,57        | 6 156       | 73,11       |

### Canton de Bonneuil-sur-Marne
| Candidats      | Candidats                  | Étiquette      | Premier tour | Premier tour | Second tour | Second tour |
| Candidats      | Candidats                  | Étiquette      | Voix         | %            | Voix        | %           |
| -------------- | -------------------------- | -------------- | ------------ | ------------ | ----------- | ----------- |
|                | Danielle Maréchal*         | PCF            | 1 299        | 29,47        | 3 058       | 100,00      |
|                | Akli Mellouli              | PS             | 945          | 21,44        | Retrait     | Retrait     |
|                | Alain Sarembaud            | UDF            | 696          | 15,79        |             |             |
|                | Christiane Zanot           | FN             | 532          | 12,07        |             |             |
|                | Madeleine Daultier         | UMP            | 385          | 8,73         |             |             |
|                | Floriane Martins-Goncalves | Verts          | 334          | 7,58         |             |             |
|                | Alain Stéphan              | EXG            | 144          | 3,27         |             |             |
|                | Joël Saget                 | EXG            | 73           | 1,66         |             |             |
|                |                            |                |              |              |             |             |
| Inscrits       | Inscrits                   | Inscrits       | 7 544        | 100,00       | 7 545       | 100,00      |
| Abstention     | Abstention                 | Abstention     | 2 991        | 39,65        | 3 040       | 40,29       |
| Votants        | Votants                    | Votants        | 4 553        | 60,35        | 4 505       | 59,71       |
| Blancs et nuls | Blancs et nuls             | Blancs et nuls | 145          | 3,18         | 1 447       | 32,12       |
| Exprimés       | Exprimés                   | Exprimés       | 4 408        | 96,82        | 3 058       | 67,88       |

*sortant

### Canton de Cachan
| Candidats      | Candidats              | Étiquette      | Premier tour | Premier tour | Second tour | Second tour |
| Candidats      | Candidats              | Étiquette      | Voix         | %            | Voix        | %           |
| -------------- | ---------------------- | -------------- | ------------ | ------------ | ----------- | ----------- |
|                | Alain Blavat*          | PS             | 2 582        | 30,61        | 5 021       | 58,52       |
|                | Éric Chérot            | UMP            | 2 081        | 24,67        | 3 559       | 41,48       |
|                | Yves Evariste          | PCF            | 856          | 10,15        |             |             |
|                | Pierre Petit           | FN             | 787          | 9,33         |             |             |
|                | Émile Gaumart          | DVD            | 739          | 8,76         |             |             |
|                | Sirine Tajer           | DVG            | 624          | 7,40         |             |             |
|                | Ladislas Abouna Embolo | Verts          | 459          | 5,44         |             |             |
|                | Raymond Gabet          | EXG            | 198          | 2,35         |             |             |
|                | Éric Denève            | DVD            | 109          | 1,29         |             |             |
|                |                        |                |              |              |             |             |
| Inscrits       | Inscrits               | Inscrits       | 13 536       | 100,00       | 13 538      | 100,00      |
| Abstention     | Abstention             | Abstention     | 4 870        | 35,98        | 4 520       | 33,39       |
| Votants        | Votants                | Votants        | 8 666        | 64,02        | 9 018       | 66,61       |
| Blancs et nuls | Blancs et nuls         | Blancs et nuls | 231          | 2,67         | 438         | 4,86        |
| Exprimés       | Exprimés               | Exprimés       | 8 435        | 97,33        | 8 580       | 95,14       |

*sortant

### Canton de Champigny-sur-Marne-Centre
| Candidats      | Candidats            | Étiquette      | Premier tour | Premier tour | Second tour | Second tour |
| Candidats      | Candidats            | Étiquette      | Voix         | %            | Voix        | %           |
| -------------- | -------------------- | -------------- | ------------ | ------------ | ----------- | ----------- |
|                | Maurice Ouzoulias*   | PCF            | 2 594        | 35,75        | 4 858       | 64,79       |
|                | Christian Derouineau | UMP            | 1 592        | 21,94        | 2 640       | 35,21       |
|                | Marie-Odile Dufour   | PS             | 1 124        | 15,49        |             |             |
|                | Jacques Authié       | FN             | 664          | 9,15         |             |             |
|                | Didier Fririon       | Verts          | 430          | 5,93         |             |             |
|                | Marianne Nivet       | DVG            | 310          | 4,27         |             |             |
|                | Philippe Valette     | DVD            | 207          | 2,85         |             |             |
|                | Jacques Decoupy      | EXG            | 158          | 2,18         |             |             |
|                | Marianne Roubaud     | EXG            | 101          | 1,39         |             |             |
|                | Thierry Audin        | EXG            | 76           | 1,05         |             |             |
|                |                      |                |              |              |             |             |
| Inscrits       | Inscrits             | Inscrits       | 12 100       | 100,00       | 12 103      | 100,00      |
| Abstention     | Abstention           | Abstention     | 4 661        | 38,52        | 4 266       | 35,25       |
| Votants        | Votants              | Votants        | 7 439        | 61,48        | 7 837       | 64,75       |
| Blancs et nuls | Blancs et nuls       | Blancs et nuls | 183          | 2,46         | 339         | 4,33        |
| Exprimés       | Exprimés             | Exprimés       | 7 256        | 97,54        | 7 498       | 95,67       |

*sortant

### Canton de Charenton-le-Pont
| Candidats      | Candidats              | Étiquette      | Premier tour | Premier tour |
| Candidats      | Candidats              | Étiquette      | Voix         | %            |
| -------------- | ---------------------- | -------------- | ------------ | ------------ |
|                | Jean-Marie Brétillon*  | UMP            | 7 807        | 51,86        |
|                | Gilles Bellaïche       | PS             | 3 670        | 24,38        |
|                | Jean-Marcel Gauthier   | FN             | 1 294        | 8,60         |
|                | Sylvie Berline-Bouleau | Verts          | 1 273        | 8,46         |
|                | Claude Nicolas         | PCF            | 601          | 3,99         |
|                | Danielle Riché         | EXG            | 409          | 2,72         |
|                |                        |                |              |              |
| Inscrits       | Inscrits               | Inscrits       | 24 282       | 100,00       |
| Abstention     | Abstention             | Abstention     | 8 830        | 36,36        |
| Votants        | Votants                | Votants        | 15 452       | 63,64        |
| Blancs et nuls | Blancs et nuls         | Blancs et nuls | 398          | 2,58         |
| Exprimés       | Exprimés               | Exprimés       | 15 054       | 97,42        |

*sortant

### Canton de Chennevières-sur-Marne
| Candidats      | Candidats                 | Étiquette      | Premier tour | Premier tour | Second tour | Second tour |
| Candidats      | Candidats                 | Étiquette      | Voix         | %            | Voix        | %           |
| -------------- | ------------------------- | -------------- | ------------ | ------------ | ----------- | ----------- |
|                | Lucien Lavigne            | UMP            | 2 242        | 41,73        | 3 140       | 57,45       |
|                | Claudio Léonardi*         | PS             | 1 308        | 24,35        | 2 326       | 42,55       |
|                | Marie-Thérèse Le Guilloux | FN             | 663          | 12,34        |             |             |
|                | Roland Dinner             | Verts          | 484          | 9,01         |             |             |
|                | Alain Audhéon             | PCF            | 394          | 7,33         |             |             |
|                | Marie-Paule Pastore       | EXG            | 171          | 3,18         |             |             |
|                | Roland Favre              | EXD            | 110          | 2,05         |             |             |
|                |                           |                |              |              |             |             |
| Inscrits       | Inscrits                  | Inscrits       | 9 342        | 100,00       | 9 343       | 100,00      |
| Abstention     | Abstention                | Abstention     | 3 787        | 40,54        | 3 463       | 37,07       |
| Votants        | Votants                   | Votants        | 5 555        | 59,46        | 5 880       | 62,93       |
| Blancs et nuls | Blancs et nuls            | Blancs et nuls | 183          | 3,29         | 414         | 7,04        |
| Exprimés       | Exprimés                  | Exprimés       | 5 372        | 96,71        | 5 466       | 92,96       |

*sortant

### Canton de Chevilly-Larue
| Candidats      | Candidats                     | Étiquette      | Premier tour | Premier tour | Second tour | Second tour |
| Candidats      | Candidats                     | Étiquette      | Voix         | %            | Voix        | %           |
| -------------- | ----------------------------- | -------------- | ------------ | ------------ | ----------- | ----------- |
|                | Christian Hervy               | PCF            | 2 091        | 26,10        | 4 892       | 60,85       |
|                | Monique Rougé                 | UMP            | 1 638        | 20,44        | 3 147       | 39,15       |
|                | Pascal Rioual                 | PS             | 1 511        | 18,86        |             |             |
|                | Jean-Claude Denolle           | FN             | 891          | 11,12        |             |             |
|                | Frédéric Tisseau Des Escotais | DVD            | 664          | 8,29         |             |             |
|                | Michel Le Souëf               | Verts          | 472          | 5,89         |             |             |
|                | André Deluchat                | DVG            | 344          | 4,29         |             |             |
|                | René-Marie Sterge             | EXG            | 231          | 2,88         |             |             |
|                | Liliane de La Torre           | EXG            | 171          | 2,13         |             |             |
|                |                               |                |              |              |             |             |
| Inscrits       | Inscrits                      | Inscrits       | 13 083       | 100,00       | 13 083      | 100,00      |
| Abstention     | Abstention                    | Abstention     | 4 830        | 36,92        | 4 550       | 34,78       |
| Votants        | Votants                       | Votants        | 8 253        | 63,08        | 8 533       | 65,22       |
| Blancs et nuls | Blancs et nuls                | Blancs et nuls | 240          | 2,91         | 494         | 5,79        |
| Exprimés       | Exprimés                      | Exprimés       | 8 013        | 97,09        | 8 039       | 94,21       |

### Canton de Choisy-le-Roi
| Candidats      | Candidats          | Étiquette      | Premier tour | Premier tour | Second tour | Second tour |
| Candidats      | Candidats          | Étiquette      | Voix         | %            | Voix        | %           |
| -------------- | ------------------ | -------------- | ------------ | ------------ | ----------- | ----------- |
|                | Daniel Davisse     | PCF            | 3 488        | 33,29        | 6 588       | 62,02       |
|                | Béatrice Alirol    | UDF            | 2 300        | 21,95        | 4 035       | 37,98       |
|                | Nadia Brahimi      | PS             | 1 932        | 18,44        | Retrait     | Retrait     |
|                | Dominique Joly     | FN             | 1 602        | 15,29        |             |             |
|                | Jean-Claude Hourde | Verts          | 704          | 6,72         |             |             |
|                | Cédric Dameron     | EXG            | 311          | 2,97         |             |             |
|                | Roger Melki        | PRG            | 140          | 1,34         |             |             |
|                |                    |                |              |              |             |             |
| Inscrits       | Inscrits           | Inscrits       | 17 530       | 100,00       | 17 530      | 100,00      |
| Abstention     | Abstention         | Abstention     | 6 773        | 38,64        | 6 302       | 35,95       |
| Votants        | Votants            | Votants        | 10 757       | 61,36        | 11 228      | 64,05       |
| Blancs et nuls | Blancs et nuls     | Blancs et nuls | 280          | 2,60         | 605         | 5,39        |
| Exprimés       | Exprimés           | Exprimés       | 10 477       | 97,40        | 10 623      | 94,61       |

### Canton de Créteil-Ouest
| Candidats      | Candidats           | Étiquette      | Premier tour | Premier tour | Second tour | Second tour |
| Candidats      | Candidats           | Étiquette      | Voix         | %            | Voix        | %           |
| -------------- | ------------------- | -------------- | ------------ | ------------ | ----------- | ----------- |
|                | Christian Fournier* | PS             | 3 061        | 42,80        | 5 056       | 66,71       |
|                | Jérome Piton        | UDF            | 1 601        | 22,39        | 2 523       | 33,29       |
|                | Michelle Gillet     | FN             | 794          | 11,10        |             |             |
|                | Bruno Hélin         | Verts          | 677          | 9,47         |             |             |
|                | Jean Amar           | PCF            | 421          | 5,89         |             |             |
|                | Bernard Balu        | EXG            | 318          | 4,45         |             |             |
|                | Robert Dupont       | EXD            | 152          | 2,13         |             |             |
|                | Françoise Roussel   | EXG            | 128          | 1,79         |             |             |
|                |                     |                |              |              |             |             |
| Inscrits       | Inscrits            | Inscrits       | 13 155       | 100,00       | 13 155      | 100,00      |
| Abstention     | Abstention          | Abstention     | 5 738        | 43,62        | 5 142       | 39,09       |
| Votants        | Votants             | Votants        | 7 417        | 56,38        | 8 013       | 60,91       |
| Blancs et nuls | Blancs et nuls      | Blancs et nuls | 265          | 3,57         | 434         | 5,42        |
| Exprimés       | Exprimés            | Exprimés       | 7 152        | 96,43        | 7 579       | 94,58       |

*sortant

### Canton de Créteil-Sud
| Candidats      | Candidats              | Étiquette      | Premier tour | Premier tour | Second tour | Second tour |
| Candidats      | Candidats              | Étiquette      | Voix         | %            | Voix        | %           |
| -------------- | ---------------------- | -------------- | ------------ | ------------ | ----------- | ----------- |
|                | Bernard Boutboul*      | PS             | 3 908        | 43,38        | 6 642       | 69,54       |
|                | Alain Ghozland         | UMP            | 1 792        | 19,89        | 2 910       | 30,46       |
|                | Christiane Quétier     | FN             | 924          | 10,26        |             |             |
|                | Catherine de Luca      | Verts          | 861          | 9,56         |             |             |
|                | Jean-Jacques Porcheron | PCF            | 793          | 8,80         |             |             |
|                | Daniel Gendre          | EXG            | 406          | 4,51         |             |             |
|                | Lysiane Choukroun      | EXD            | 178          | 1,98         |             |             |
|                | Yvonne Fourquin        | EXG            | 147          | 1,63         |             |             |
|                |                        |                |              |              |             |             |
| Inscrits       | Inscrits               | Inscrits       | 17 093       | 100,00       | 17 099      | 100,00      |
| Abstention     | Abstention             | Abstention     | 7 759        | 45,39        | 6 943       | 40,60       |
| Votants        | Votants                | Votants        | 9 334        | 54,61        | 10 156      | 59,40       |
| Blancs et nuls | Blancs et nuls         | Blancs et nuls | 325          | 3,48         | 604         | 5,95        |
| Exprimés       | Exprimés               | Exprimés       | 9 009        | 96,52        | 9 552       | 94,05       |

*sortant

### Canton de Fontenay-sous-Bois-Est
| Candidats      | Candidats              | Étiquette      | Premier tour | Premier tour | Second tour | Second tour |
| Candidats      | Candidats              | Étiquette      | Voix         | %            | Voix        | %           |
| -------------- | ---------------------- | -------------- | ------------ | ------------ | ----------- | ----------- |
|                | Gilles Saint Gal*      | PCF            | 3 157        | 39,75        | 5 994       | 72,45       |
|                | Jean-Jacques Acchiardi | UDF            | 1 419        | 17,86        | 2 279       | 27,55       |
|                | Bernard Benedict       | PS             | 1 384        | 17,42        |             |             |
|                | Francis Plainchant     | FN             | 829          | 10,44        |             |             |
|                | Patrick Meignat        | Verts          | 492          | 6,19         |             |             |
|                | Michel Carré           | ECO            | 398          | 5,01         |             |             |
|                | Sylviane Gauthier      | EXG            | 264          | 3,32         |             |             |
|                |                        |                |              |              |             |             |
| Inscrits       | Inscrits               | Inscrits       | 14 598       | 100,00       | 14 599      | 100,00      |
| Abstention     | Abstention             | Abstention     | 6 389        | 43,77        | 5 900       | 40,41       |
| Votants        | Votants                | Votants        | 8 209        | 56,23        | 8 699       | 59,59       |
| Blancs et nuls | Blancs et nuls         | Blancs et nuls | 266          | 3,24         | 426         | 4,90        |
| Exprimés       | Exprimés               | Exprimés       | 7 943        | 96,76        | 8 273       | 95,10       |

*sortant

### Canton d'Ivry-sur-Seine-Est
| Candidats      | Candidats                | Étiquette      | Premier tour | Premier tour | Second tour | Second tour |
| Candidats      | Candidats                | Étiquette      | Voix         | %            | Voix        | %           |
| -------------- | ------------------------ | -------------- | ------------ | ------------ | ----------- | ----------- |
|                | Pascal Savoldelli*       | PCF            | 2 471        | 36,15        | 5 347       | 100,00      |
|                | Christian Vurpillot      | PS             | 1 118        | 16,36        | Retrait     | Retrait     |
|                | Annie Le Franc           | UDF            | 923          | 13,50        |             |             |
|                | Chantal Mathelin-Duchêne | Verts          | 701          | 10,26        |             |             |
|                | Thérèse Patry            | FN             | 663          | 9,70         |             |             |
|                | Catherine Gauvain        | EXG            | 253          | 3,70         |             |             |
|                | Mehdy Belabbas           | DVG            | 247          | 3,61         |             |             |
|                | Pierre Martinez          | PRG            | 147          | 2,15         |             |             |
|                | Jean-Pierre Laurent      | EXG            | 146          | 2,14         |             |             |
|                | Aimé Savy                | DVG            | 112          | 1,64         |             |             |
|                | Rachida Achache          | SE             | 54           | 0,79         |             |             |
|                |                          |                |              |              |             |             |
| Inscrits       | Inscrits                 | Inscrits       | 11 723       | 100,00       | 11 724      | 100,00      |
| Abstention     | Abstention               | Abstention     | 4 688        | 39,99        | 4 751       | 40,52       |
| Votants        | Votants                  | Votants        | 7 035        | 60,01        | 6 973       | 59,48       |
| Blancs et nuls | Blancs et nuls           | Blancs et nuls | 200          | 2,84         | 1 626       | 23,32       |
| Exprimés       | Exprimés                 | Exprimés       | 6 835        | 97,16        | 5 347       | 76,68       |

*sortant

### Canton d'Ivry-sur-Seine-Ouest
| Candidats      | Candidats            | Étiquette      | Premier tour | Premier tour | Second tour | Second tour |
| Candidats      | Candidats            | Étiquette      | Voix         | %            | Voix        | %           |
| -------------- | -------------------- | -------------- | ------------ | ------------ | ----------- | ----------- |
|                | Chantal Bourvic*     | PCF            | 2 204        | 30,54        | 5 082       | 69,62       |
|                | Patricia Gambiasio   | PS             | 1 696        | 23,50        | Retrait     | Retrait     |
|                | Philippe Bachschmidt | UMP            | 1 362        | 18,87        | 2 218       | 30,38       |
|                | Marcel Laprevotte    | FN             | 767          | 10,63        |             |             |
|                | Hervé Rivière        | Verts          | 752          | 10,42        |             |             |
|                | Christine Mazurier   | EXG            | 316          | 4,38         |             |             |
|                | Gerard Gaillaguet    | EXG            | 120          | 1,66         |             |             |
|                |                      |                |              |              |             |             |
| Inscrits       | Inscrits             | Inscrits       | 12 842       | 100,00       | 12 843      | 100,00      |
| Abstention     | Abstention           | Abstention     | 5 402        | 42,07        | 5 152       | 40,12       |
| Votants        | Votants              | Votants        | 7 440        | 57,93        | 7 691       | 59,88       |
| Blancs et nuls | Blancs et nuls       | Blancs et nuls | 223          | 3,00         | 391         | 5,08        |
| Exprimés       | Exprimés             | Exprimés       | 7 217        | 97,00        | 7 300       | 94,92       |

*sortant

### Canton de Maisons-Alfort-Nord
| Candidats      | Candidats                | Étiquette      | Premier tour | Premier tour | Second tour | Second tour |
| Candidats      | Candidats                | Étiquette      | Voix         | %            | Voix        | %           |
| -------------- | ------------------------ | -------------- | ------------ | ------------ | ----------- | ----------- |
|                | Olivier Capitanio        | UMP            | 3 640        | 37,68        | 5 657       | 57,24       |
|                | Michel Viallefond        | PS             | 2 406        | 24,90        | 4 226       | 42,76       |
|                | Roger Coursier*          | DVD            | 1 157        | 11,98        |             |             |
|                | Alexandra Chabot         | FN             | 1 019        | 10,55        |             |             |
|                | Anne-Marie Clavel-Xambeu | Verts          | 678          | 7,02         |             |             |
|                | Sebastien Bracq          | PCF            | 436          | 4,51         |             |             |
|                | Bernard Benyacar         | EXG            | 231          | 2,39         |             |             |
|                | Jean-Jacques Guipont     | EXG            | 94           | 0,97         |             |             |
|                |                          |                |              |              |             |             |
| Inscrits       | Inscrits                 | Inscrits       | 15 759       | 100,00       | 15 759      | 100,00      |
| Abstention     | Abstention               | Abstention     | 5 781        | 36,68        | 5 395       | 34,23       |
| Votants        | Votants                  | Votants        | 9 978        | 63,32        | 10 364      | 65,77       |
| Blancs et nuls | Blancs et nuls           | Blancs et nuls | 317          | 3,18         | 481         | 4,64        |
| Exprimés       | Exprimés                 | Exprimés       | 9 661        | 96,82        | 9 883       | 95,36       |

*sortant

### Canton de Maisons-Alfort-Sud
| Candidats      | Candidats           | Étiquette      | Premier tour | Premier tour | Second tour | Second tour |
| Candidats      | Candidats           | Étiquette      | Voix         | %            | Voix        | %           |
| -------------- | ------------------- | -------------- | ------------ | ------------ | ----------- | ----------- |
|                | François Duluc*     | UMP            | 4 666        | 44,96        | 5 913       | 55,88       |
|                | Stéphane Prat       | PS             | 2 610        | 25,15        | 4 669       | 44,12       |
|                | Tanguy Deshayes     | FN             | 1 273        | 12,27        |             |             |
|                | Jean-Michel Gambier | Verts          | 765          | 7,37         |             |             |
|                | Stéphane Coloneaux  | PCF            | 585          | 5,64         |             |             |
|                | Jean-François King  | EXG            | 354          | 3,41         |             |             |
|                | Luc Gioli           | EXG            | 124          | 1,19         |             |             |
|                |                     |                |              |              |             |             |
| Inscrits       | Inscrits            | Inscrits       | 17 161       | 100,00       | 17 161      | 100,00      |
| Abstention     | Abstention          | Abstention     | 6 411        | 37,36        | 6 020       | 35,08       |
| Votants        | Votants             | Votants        | 10 750       | 62,64        | 11 141      | 64,92       |
| Blancs et nuls | Blancs et nuls      | Blancs et nuls | 373          | 3,47         | 559         | 5,02        |
| Exprimés       | Exprimés            | Exprimés       | 10 377       | 96,53        | 10 582      | 94,98       |

*sortant

### Canton de Nogent-sur-Marne
| Candidats      | Candidats            | Étiquette      | Premier tour | Premier tour | Second tour | Second tour |
| Candidats      | Candidats            | Étiquette      | Voix         | %            | Voix        | %           |
| -------------- | -------------------- | -------------- | ------------ | ------------ | ----------- | ----------- |
|                | Jacques Martin*      | UMP            | 5 290        | 45,88        | 7 401       | 63,29       |
|                | François Tonnellier  | PS             | 2 417        | 20,96        | 4 293       | 36,71       |
|                | Christophe Martin    | FN             | 1 065        | 9,24         |             |             |
|                | Christophe Ippolito  | DVD            | 1 032        | 8,95         |             |             |
|                | Annie Lammer         | Verts          | 940          | 8,15         |             |             |
|                | Régis Coadou         | PCF            | 418          | 3,63         |             |             |
|                | Danielle Pellecchia  | EXG            | 185          | 1,60         |             |             |
|                | Jean-Bernard Ferrier | DVG            | 175          | 1,52         |             |             |
|                | Isabelle de Bisschop | DVD            | 7            | 0,06         |             |             |
|                | Édith Heslouin       | DVD            | 2            | 0,02         |             |             |
|                | Bernard Dauphin      | SE             | 0            | 0,00         |             |             |
|                |                      |                |              |              |             |             |
| Inscrits       | Inscrits             | Inscrits       | 18 765       | 100,00       | 18 766      | 100,00      |
| Abstention     | Abstention           | Abstention     | 6 957        | 37,07        | 6 419       | 34,21       |
| Votants        | Votants              | Votants        | 11 808       | 62,93        | 12 347      | 65,79       |
| Blancs et nuls | Blancs et nuls       | Blancs et nuls | 277          | 2,35         | 653         | 5,29        |
| Exprimés       | Exprimés             | Exprimés       | 11 531       | 97,65        | 11 694      | 94,71       |

*sortant

### Canton du Perreux-sur-Marne
| Candidats      | Candidats       | Étiquette      | Premier tour | Premier tour |
| Candidats      | Candidats       | Étiquette      | Voix         | %            |
| -------------- | --------------- | -------------- | ------------ | ------------ |
|                | Jacques Loison* | UMP            | 6 100        | 52,22        |
|                | Béatrice Gatard | Verts          | 3 442        | 29,47        |
|                | Charles Trouban | FN             | 1 186        | 10,15        |
|                | Robert Schmetz  | PCF            | 637          | 5,45         |
|                | Gisèle Pernin   | EXG            | 316          | 2,71         |
|                |                 |                |              |              |
| Inscrits       | Inscrits        | Inscrits       | 19 648       | 100,00       |
| Abstention     | Abstention      | Abstention     | 7 673        | 39,05        |
| Votants        | Votants         | Votants        | 11 975       | 60,95        |
| Blancs et nuls | Blancs et nuls  | Blancs et nuls | 294          | 2,46         |
| Exprimés       | Exprimés        | Exprimés       | 11 681       | 97,54        |

*sortant

### Canton de Saint-Maur-des-Fossés-Centre
| Candidats      | Candidats                 | Étiquette      | Premier tour | Premier tour | Second tour | Second tour |
| Candidats      | Candidats                 | Étiquette      | Voix         | %            | Voix        | %           |
| -------------- | ------------------------- | -------------- | ------------ | ------------ | ----------- | ----------- |
|                | Henri Plagnol             | UMP            | 3 743        | 30,60        | 5 447       | 42,10       |
|                | Maurice de Briançon       | UDF            | 3 217        | 26,30        | 3 920       | 30,30       |
|                | Élisabeth Bouffard-Savary | PS             | 2 247        | 18,37        | 3 570       | 27,60       |
|                | Pierre Fulla              | DVD            | 930          | 7,60         |             |             |
|                | Sylvie Moscova            | FN             | 843          | 6,89         |             |             |
|                | Denis Laurent             | Verts          | 653          | 5,34         |             |             |
|                | Denis Vicent              | PCF            | 347          | 2,84         |             |             |
|                | Henri Rainglet            | EXG            | 131          | 1,07         |             |             |
|                | Jean-Claude Denis         | EXG            | 120          | 0,98         |             |             |
|                |                           |                |              |              |             |             |
| Inscrits       | Inscrits                  | Inscrits       | 19 067       | 100,00       | 19 067      | 100,00      |
| Abstention     | Abstention                | Abstention     | 6 582        | 34,52        | 5 794       | 30,39       |
| Votants        | Votants                   | Votants        | 12 485       | 65,48        | 13 273      | 69,61       |
| Blancs et nuls | Blancs et nuls            | Blancs et nuls | 254          | 2,03         | 336         | 2,53        |
| Exprimés       | Exprimés                  | Exprimés       | 12 231       | 97,97        | 12 937      | 97,47       |

### Canton de Saint-Maur-des-Fossés-Ouest
| Candidats      | Candidats                | Étiquette      | Premier tour | Premier tour | Second tour | Second tour |
| Candidats      | Candidats                | Étiquette      | Voix         | %            | Voix        | %           |
| -------------- | ------------------------ | -------------- | ------------ | ------------ | ----------- | ----------- |
|                | Jacques Leroy*           | UMP            | 3 500        | 37,52        | 6 146       | 63,86       |
|                | Yves Brisciano           | PS             | 2 055        | 22,03        | 3 478       | 36,14       |
|                | Jean-Bernard Thonus      | UDF            | 1 896        | 20,33        | Retrait     | Retrait     |
|                | Hervé Leroy              | FN             | 655          | 7,02         |             |             |
|                | Anne-Marie Carmant       | Verts          | 637          | 6,83         |             |             |
|                | Guy Deloche              | PCF            | 421          | 4,51         |             |             |
|                | Véronique Chesnard       | EXG            | 96           | 1,03         |             |             |
|                | Sylvie Trousselier-Meyer | EXG            | 68           | 0,73         |             |             |
|                |                          |                |              |              |             |             |
| Inscrits       | Inscrits                 | Inscrits       | 14 514       | 100,00       | 14 514      | 100,00      |
| Abstention     | Abstention               | Abstention     | 4 993        | 34,40        | 4 511       | 31,08       |
| Votants        | Votants                  | Votants        | 9 521        | 65,60        | 10 003      | 68,92       |
| Blancs et nuls | Blancs et nuls           | Blancs et nuls | 193          | 2,03         | 379         | 3,79        |
| Exprimés       | Exprimés                 | Exprimés       | 9 328        | 97,97        | 9 624       | 96,21       |

*sortant

### Canton de Valenton
| Candidats      | Candidats              | Étiquette      | Premier tour | Premier tour | Second tour | Second tour |
| Candidats      | Candidats              | Étiquette      | Voix         | %            | Voix        | %           |
| -------------- | ---------------------- | -------------- | ------------ | ------------ | ----------- | ----------- |
|                | Daniel Toussaint*      | PCF            | 2 198        | 46,39        | 3 967       | 100,00      |
|                | Louis Gadet            | PS             | 814          | 17,18        | Retrait     | Retrait     |
|                | Sébastien Rouxel       | FN             | 700          | 14,77        |             |             |
|                | Charles Matot          | UMP            | 570          | 12,03        |             |             |
|                | Cécile Blettery-Duflot | Verts          | 263          | 5,55         |             |             |
|                | Marc Pailler           | EXG            | 147          | 3,10         |             |             |
|                | Alain Abbad            | EXG            | 46           | 0,97         |             |             |
|                |                        |                |              |              |             |             |
| Inscrits       | Inscrits               | Inscrits       | 8 772        | 100,00       | 8 769       | 100,00      |
| Abstention     | Abstention             | Abstention     | 3 867        | 44,08        | 3 776       | 43,06       |
| Votants        | Votants                | Votants        | 4 905        | 55,92        | 4 993       | 56,94       |
| Blancs et nuls | Blancs et nuls         | Blancs et nuls | 167          | 3,40         | 1 026       | 20,55       |
| Exprimés       | Exprimés               | Exprimés       | 4 738        | 96,60        | 3 967       | 79,45       |

*sortant

### Canton de Villejuif-Est
| Candidats      | Candidats          | Étiquette      | Premier tour | Premier tour | Second tour | Second tour |
| Candidats      | Candidats          | Étiquette      | Voix         | %            | Voix        | %           |
| -------------- | ------------------ | -------------- | ------------ | ------------ | ----------- | ----------- |
|                | Gilles Delbos      | PCF            | 1 733        | 27,64        | 4 366       | 67,62       |
|                | Gérard Teriltzian  | PS             | 1 391        | 22,19        | Retrait     | Retrait     |
|                | Danielle Doumenc   | UDF            | 1 187        | 18,93        | 2 091       | 32,38       |
|                | Thierry Damé       | FN             | 793          | 12,65        |             |             |
|                | Francine Segrestaa | Verts          | 624          | 9,95         |             |             |
|                | Denis Guillard     | EXG            | 235          | 3,75         |             |             |
|                | Daniel Lepeltier   | DVG            | 125          | 1,99         |             |             |
|                | Pierre Debat       | EXG            | 100          | 1,59         |             |             |
|                | Vincent Roubaud    | EXG            | 82           | 1,31         |             |             |
|                |                    |                |              |              |             |             |
| Inscrits       | Inscrits           | Inscrits       | 11 652       | 100,00       | 11 652      | 100,00      |
| Abstention     | Abstention         | Abstention     | 5 178        | 44,44        | 4 820       | 41,37       |
| Votants        | Votants            | Votants        | 6 474        | 55,56        | 6 832       | 58,63       |
| Blancs et nuls | Blancs et nuls     | Blancs et nuls | 204          | 3,15         | 375         | 5,49        |
| Exprimés       | Exprimés           | Exprimés       | 6 270        | 96,85        | 6 457       | 94,51       |

### Canton de Villeneuve-Saint-Georges
| Candidats      | Candidats           | Étiquette      | Premier tour | Premier tour | Second tour | Second tour |
| Candidats      | Candidats           | Étiquette      | Voix         | %            | Voix        | %           |
| -------------- | ------------------- | -------------- | ------------ | ------------ | ----------- | ----------- |
|                | Laurent Dutheil*    | PS             | 1 720        | 35,91        | 2 863       | 55,31       |
|                | Philippe Gaudin     | DVD            | 1 124        | 23,47        | 1 410       | 27,24       |
|                | Jean-Paul Espinar   | FN             | 888          | 18,54        | 903         | 17,45       |
|                | Sylvie Altman       | PCF            | 778          | 16,24        |             |             |
|                | Dominique Geindreau | EXG            | 185          | 3,86         |             |             |
|                | Lucien Delyon       | EXG            | 95           | 1,98         |             |             |
|                |                     |                |              |              |             |             |
| Inscrits       | Inscrits            | Inscrits       | 8 838        | 100,00       | 8 837       | 100,00      |
| Abstention     | Abstention          | Abstention     | 3 869        | 43,78        | 3 511       | 39,73       |
| Votants        | Votants             | Votants        | 4 969        | 56,22        | 5 326       | 60,27       |
| Blancs et nuls | Blancs et nuls      | Blancs et nuls | 179          | 3,60         | 150         | 2,82        |
| Exprimés       | Exprimés            | Exprimés       | 4 790        | 96,40        | 5 176       | 97,18       |

*sortant

### Canton de Vincennes-Est
| Candidats      | Candidats           | Étiquette      | Premier tour | Premier tour | Second tour | Second tour |
| Candidats      | Candidats           | Étiquette      | Voix         | %            | Voix        | %           |
| -------------- | ------------------- | -------------- | ------------ | ------------ | ----------- | ----------- |
|                | Jean-Michel Seux*   | UMP            | 4 104        | 45,15        | 5 565       | 59,97       |
|                | François Stein      | PS             | 2 077        | 22,85        | 3 715       | 40,03       |
|                | Muriel Hauchemaille | Verts          | 1 010        | 11,11        |             |             |
|                | Jeannine Viaud      | FN             | 671          | 7,38         |             |             |
|                | Catherine Schaaf    | DVD            | 616          | 6,78         |             |             |
|                | Francine Perrot     | PCF            | 433          | 4,76         |             |             |
|                | Claire Maury        | EXG            | 178          | 1,96         |             |             |
|                |                     |                |              |              |             |             |
| Inscrits       | Inscrits            | Inscrits       | 14 191       | 100,00       | 14 191      | 100,00      |
| Abstention     | Abstention          | Abstention     | 4 868        | 34,30        | 4 540       | 31,99       |
| Votants        | Votants             | Votants        | 9 323        | 65,70        | 9 651       | 68,01       |
| Blancs et nuls | Blancs et nuls      | Blancs et nuls | 234          | 2,51         | 371         | 3,84        |
| Exprimés       | Exprimés            | Exprimés       | 9 089        | 97,49        | 9 280       | 96,16       |

*sortant

### Canton de Villejuif-Ouest
| Candidats      | Candidats                    | Étiquette      | Premier tour | Premier tour | Second tour | Second tour |
| Candidats      | Candidats                    | Étiquette      | Voix         | %            | Voix        | %           |
| -------------- | ---------------------------- | -------------- | ------------ | ------------ | ----------- | ----------- |
|                | Laurent Garnier*             | PCF            | 2 383        | 30,54        | 5 486       | 70,05       |
|                | Christine Revault D'Allonnes | PS             | 1 805        | 23,14        | Retrait     | Retrait     |
|                | André Mimran                 | UMP            | 1 427        | 18,29        | 2 345       | 29,95       |
|                | Jocelyne Bureau              | FN             | 1 012        | 12,97        |             |             |
|                | Catherine Casel              | Verts          | 697          | 8,93         |             |             |
|                | Didier Boin                  | EXG            | 250          | 3,20         |             |             |
|                | Didier Gueit                 | DVG            | 138          | 1,77         |             |             |
|                | Eweda Malapa                 | EXG            | 90           | 1,15         |             |             |
|                |                              |                |              |              |             |             |
| Inscrits       | Inscrits                     | Inscrits       | 13 960       | 100,00       | 13 960      | 100,00      |
| Abstention     | Abstention                   | Abstention     | 5 942        | 42,56        | 5 733       | 41,07       |
| Votants        | Votants                      | Votants        | 8 018        | 57,44        | 8 227       | 58,93       |
| Blancs et nuls | Blancs et nuls               | Blancs et nuls | 216          | 2,69         | 396         | 4,81        |
| Exprimés       | Exprimés                     | Exprimés       | 7 802        | 97,31        | 7 831       | 95,19       |

*sortant